# 浦田泰生
浦田 泰生（うらた やすお、1955年10月26日 - ）は、日本の実業家。「がんを切らずに済ませる」ことを目指す薬「テロメライシン」などを開発している日本の創薬ベンチャー企業オンコリスバイオファーマの、創業者、代表取締役社長 研究開発担当
。薬剤師。
オンコリスバイオファーマの子会社Oncolys USA, Inc. 取締役。

## 経歴
- 1955年10月26日[3] 愛知県生まれ[4]
- 1974年3月 東海高等学校 卒業
- 1983年3月 京都薬科大学大学院 修士課程修了
- 1983年4月 小野薬品工業株式会社 入社 臨床開発部配属
- 1994年8月 日本たばこ産業（JT）株式会社 入社 医薬総合研究所配属
- 2002年3月 同社研究開発企画部長
- 2003年8月 同社医薬事業部調査役
- 2004年3月 オンコリスバイオファーマ株式会社を岡山大学藤原俊義教授（現、同社特別顧問）と共同で創業 代表取締役社長（現任）
- 2009年11月 経済産業省 バイオ・イノベーション研究会 委員
- 2016年8月 Oncolys USA, Inc. 取締役（現任）

## 起業の経緯
大学院では酵素の研究をし、JTで医薬品の開発に携わった。
上司や社長を説得してがん治療薬のプロジェクトを3つ立ち上げた。そして4番めに、ウイルス治療をしようと目をつけた。がんの遺伝子治療を開発した岡山大学の田中紀章教授（現、名誉教授）と藤原俊義助手（現、教授）に出会い、最新の成果から腫瘍溶解ウイルスのアイデアを得ることができた。
この治療法はハーバード大などではじまっていたが、初期論文によれば副作用は発熱程度で、肝臓、心臓、腎臓の副作用は全然なかった。
教授らも事業化に乗り気だった。ところが、2000年になった頃にJTは抗がん剤の開発をしないと宣言してしまい、大変なショックを受けた。
ベンチャーキャピタルから成功を信じてもらえず出資が得られないまま2年が経過。特許を書き、教授らとJTの仲間数人にも出資してもらって自宅を兼事務所にして会社を設立し、教授らと共同記者会見したのが起業の日。それから駆けずり回って出資金を集めていった。

## 患者への姿勢
社長コラムにこのように書かれている。
オンコリスのサイトの社長メッセージ で、同社のコンセプトに
「有効な治療法の無い難病に画期的な新薬をお届けする」
ことをあげている。
実際、たとえばテロメライシン（OBP-301）や次世代テロメライシンのフィフテロキシン（OBP-702）やテロメスキャン（OBP-401, OBP-1101）のターゲットとしている適応症も、ステージが進むと従来の治療法ではなかなか延命効果の薄いがん種（食道がん、スキルス胃がん、膵がん、肝臓がんなど）を優先的に選んでいるという。

## 社員への姿勢
2007年頃のバイオベンチャーのIPO（株式公開）・投資が冷え込んだ時期以後、米国大手医薬品会社ブリストル・マイヤーズ スクイブと契約（2010年）して契約金・マイルストーン（開発進展に応じた報酬）を受け取る（2011年より）まで、浦田社長はオンコリスバイオファーマの運転資金の確保に苦労した。
浦田社長の語った内容 より。
```
「シーズ（薬の種）から市販の薬品になる確率は約2万分の1という世界。」
```

```
「もっぱら週末の日課はカレーを煮ること。一週間分をまとめて煮込んで、毎晩食べる。そうまでして資金を切り詰めなくては社員の給与を工面できなかった。」
```

```
「逼迫（ひっぱく）した状況のなか、役員3人、カードローンで100万円、200万円と足りなくなるごとに資金を掻（か）き集めては社員の給料を工面し続けた。」
```

```
「役員全員報酬をゼロにしても社員への給与だけは遅れないで払おうと決めていました」
```

## 株主への姿勢
起業当初の2005年から、会社の正式発表とは別に社長コラム を公開している。社長コラムでは天災や不況に苦しむ株主を思いやりながら成果や努力目標を述べ、会社や自分のできごとをはじめ、経営や開発した製薬技術の補足解説も行い、株主と思いを共有する場としている。
株価が希薄化する増資をなるべく避け、業務提携での第三者割り当て増資や役職員のインセンティブ強化のための株式付与に際して、IRにQ&A掲載も加えるなど説明を尽くす配慮が見られる。
株主への説明会で自社株価の低迷のことを自ら認めて、早くいいニュース（好材料）を届けたいと明言する人物である。

## 主な論文
- 浦田泰生, 吉田朋史「PG関連化合物の開発」『炎症』第10巻第6号、日本炎症・再生医学会、1989年、427-436頁、doi:10.2492/jsir1981.10.427、ISSN 0389-4290、NAID 130003856183。
- 浦田泰生, 大木史郎「トロンボキサンA_2合成酵素阻害剤の開発」『ファルマシア』第28巻第4号、日本薬学会、1992年、370-373頁、doi:10.14894/faruawpsj.28.4_370、ISSN 0014-8601、NAID 110003659507。
- 安藤隆之, 久米裕昭, 浦田泰生, 高木健三「20 モルモットにおける気管平滑筋収縮に対するJTV-506の効果について」『アレルギー』第44巻第8号、日本アレルギー学会、1995年、903頁、doi:10.15036/arerugi.44.903_4、ISSN 0021-4884、NAID 110002423979。
- 新井平伊, 椿広計, 三山吉夫, 藤本直規, 浦田泰生, 本間昭「初老期型アルツハイマー病は老年期型より速く進行する : 日本人患者におけるMMSE追跡調査」『Psychogeriatrics : the official journal of the Japanese Psychogeriatric Society』第1巻第4号、2001年12月、303-308頁、ISSN 13463500、NAID 10019049953。
- 梅岡達生, 藤原俊義, 川嶋健, 香川俊輔, 寺石文則, 滝正樹, 京哲, 永井勝幸, 浦田泰生, 田中紀章「テロメラーゼ特異的に増幅するGFP蛋白を用いたマウスの固形腫瘍の胸膜播種の可視化」『岡山医学会雑誌』第118巻第1号、岡山医学会、2006年、9-15頁、doi:10.4044/joma1947.118.1_9、ISSN 0030-1558、NAID 130006857266。
- 児島亨, 藤原俊義, 岸本浩行, 橋本悠里, 香川俊輔, 宇野太, 浦田泰生, 田中紀章「追加発言 : テロメラーゼ特異的GFP蛍光発現ウイルス製剤OBP-401を用いた消化器癌微小転移のin vivoイメージング・システムの開発」『日本外科学会雑誌』第107巻第2号、日本外科学会、2006年3月、176頁、ISSN 03014894、NAID 110004710702。
- 梅岡達生, 川嶋健, 香川俊輔, 寺石文則, 滝正樹, 京哲, 永井勝幸, 浦田泰生, 田中紀章, 藤原俊義「テロメラーゼ特異的に増幅するGFP蛋白を用いたマウスの固形腫瘍の胸膜播種の可視化」『岡山醫學會雜誌』第118巻第1号、岡山医学会、2006年5月、9-15頁、ISSN 00301558、NAID 10017417061。
- 黄鵬, 渡部昌実, 陳潔, 賀来春紀, 那須保友, 雑賀隆史, 藤原俊義, 浦田泰生, 公文裕巳「PP-245 Telomerase-Specific Replication-Selective Virotherapy for Prostate Cancer」『日本泌尿器科学会雑誌』第98巻第2号、日本泌尿器科学会、2007年、458頁、doi:10.5980/jpnjurol.98.458_1、ISSN 0021-5287、NAID 110006294504。
- 香川俊輔, 日置勝義, 池田義博, 児島亨, 酒井亮, 宇野太, 寺石文則, 橋本悠里, 浦田泰生, 田中紀章, 藤原俊義「胃癌腹膜播種に対するTRAIL発現 oncolytic adenovirus の抗腫瘍効果」『日本外科学会雑誌』第108巻、日本外科学会、2007年3月、310頁、ISSN 03014894、NAID 110006331269。
- 浦田泰生, 田中紀章, 藤原俊義「テロメスキャンの基礎と応用」『臨床病理』第55巻、2007年10月、113頁、ISSN 00471860、NAID 10021234815。
- 黒田新士, 野間和広, 浦田泰生, 香川俊輔, 藤原俊義, 藤原俊哉, 白川靖博, 山崎泰源, 矢野修也, 宇野太, 田澤大, 橋本悠里, 渡辺雄一「テロメラーゼ依存的腫瘍融解アデノウイルス製剤による放射線感受性増強作用」『岡山医学会雑誌』第123巻第2号、岡山医学会、2011年、103-109頁、doi:10.4044/joma.123.103、ISSN 0030-1558、NAID 130004505709。

### 本人作成リスト
以下の論文リスト掲載記事から、当人執筆論文を参照（これで尽くしているわけではないことに留意）。
- テロメライシン（OBP-301） - オンコリスバイオファーマ
- OBP-601 (Censavudine) - オンコリスバイオファーマ
- テロメスキャン（OBP-401 and OBP-1101） - オンコリスバイオファーマ

## 趣味
ギター収集